# Филип (Пфалц-Нойбург)
Вижте пояснителната страница за други личности с името Филип.
Филип (на немски: Philipp der Streitbare; * 12 ноември 1503, Хайделберг; † 4 юли 1548, Хайделберг) от фамилията Вителсбахи, e пфалцграф и херцог на Пфалц-Нойбург от 1505 до 1541 г.

## Живот
Филип е син на Рупрехт от Пфалц (1481 – 1504) и Елизабет Баварска (1478 – 1504), дъщеря на херцог Георг Богатия (1455 – 1503) от Херцогство Бавария-Ландсхут. Неговият дядо по бащина линия е курфюрст Филип от Пфалц.
Филип следва във Фрайбург в Брайсгау и Падуа. Той постъпва на служба при императора.
На 2 юни 1522 г. Филип (на 19 години) и брат му Отхайнрих са обявени на събрание в замък Бургленгенфелд в Нойбург на Дунав за големи. Филип поема след това заедно с брат си Отхайнрих управлението на образуваното през 1505 г. вследствие на Ландсхутската наследствена война Княжество Пфалц-Нойбург (Млад Пфалц), което те си разделят през 1535 г. Преди това през 1505 – 1522 г. братята са под надзора на чичо им Фридрих II.
Когато османците са пред Виена през 1529 г., Филип е главнокомандващ на два регимента и има успех. Османците се оттеглят. Филип е направен рицар в Болоня и 1532 г. в Регенсбург.
През началото на 30-те години той е щатхалтер на Вюртемберг. На 12 май 1534 г. той е ранен при Нортхайм.
През 1548 г. пфалцграф Филип умира като беден аристократ и тежко болен на 45 години в Хайделберг. Той е погребан в църквата Св. Дух.